# Kostel svatého Martina (Polná na Šumavě)
Kostel svatého Martina se hřbitovem byl vystavěn na vyvýšeném místě na jižním okraji vesnice Polná na Šumavě. Vesnice vznikla na křižovatce cest Černé v Pošumaví, Horní Plané, Chvalšin, Kájova a z Hořic na Šumavě. Jádro vesnice se nalézá na pravém břehu potoka Polečnice, ale významná zástavba se rozvinula i na protějším břehu. Jelikož se kostel nachází v jižní části vesnice, byl hlavní vstup situován na severní straně kostela, tedy směrem k převažující obytné zástavbě.

## Stavební fáze
Jednolodní kostel sv. Martina s čtvercovým klenutým kněžištěm bez sakristie byl zbudován v první třetině 14. století a v interiéru vyzdoben nástěnnými malbami. První písemná zmínka o kostele pochází až z roku 1417. Při pozdně gotické úpravě byla rozšířena okna v kněžišti a v lodi. Koncem 80. let 15. století byla k severní straně presbytáře připojena sakristie – kaple s kostnicí v suterénu, což dokládá letopočet 1488, který je vytesaný do kamenné desky vedle svatostánku.

## Stavební podoba
Jedná se o jednolodní kostel s čtvercovým kněžištěm, uzavřeným jedním polem křížové klenby. K severní stěně presbytáře je přiložena sakristie s polygonálním závěrem a klenutou kostnicí v suterénu. Na západní straně kostela stojí v ose hranolová věž a ze severu lodi je připojena předsíň a schodiště na kruchtu. Lomená okna na jižní straně lodi a kněžiště již postrádají kružby. Interiér sakristie uzavřela čtyřcípá hvězdová klenba s křížem diagonálně vedených žeber, ve východní polovině byla užita část hvězdové klenby.

## Galerie

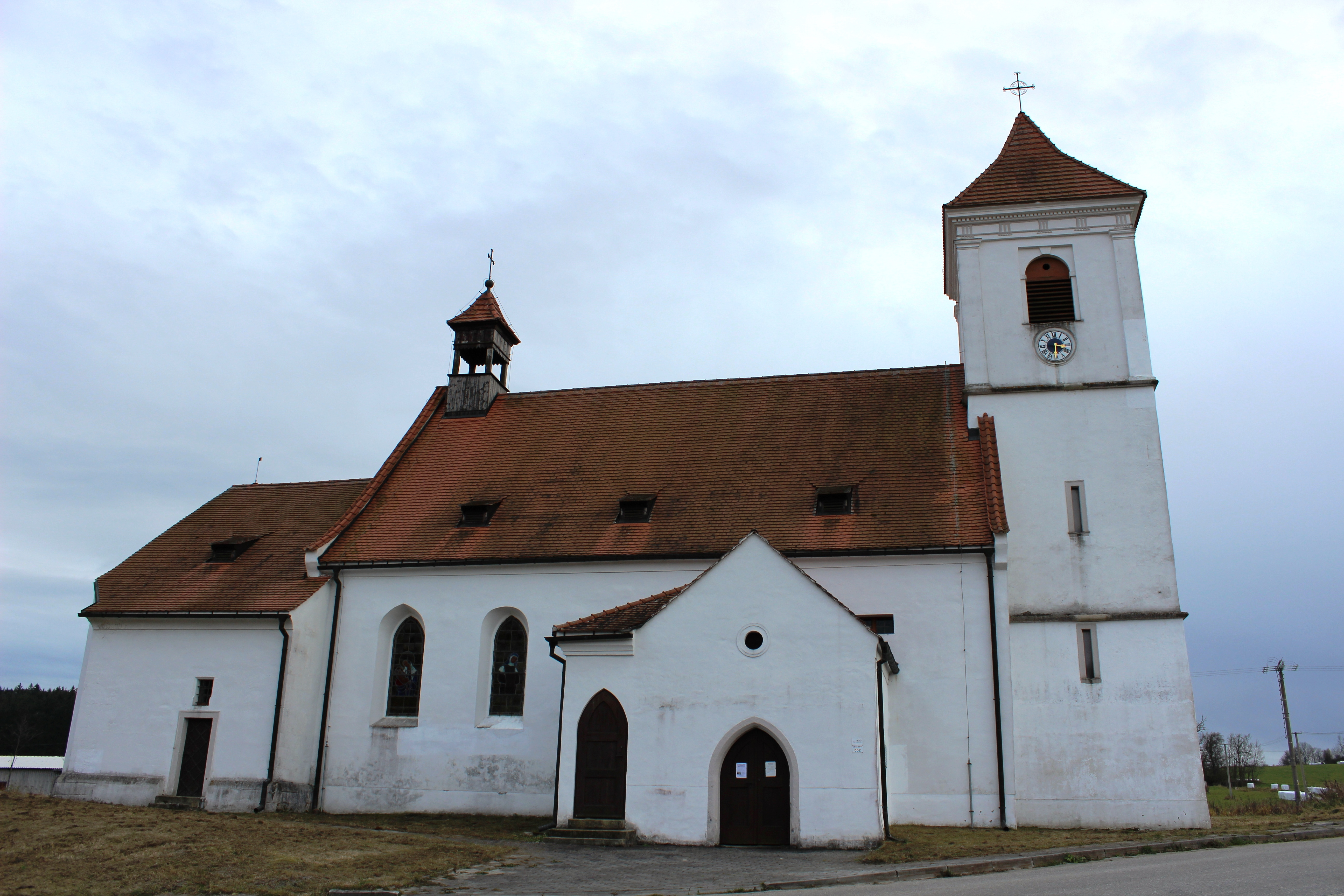
Pohled a kostel zboku
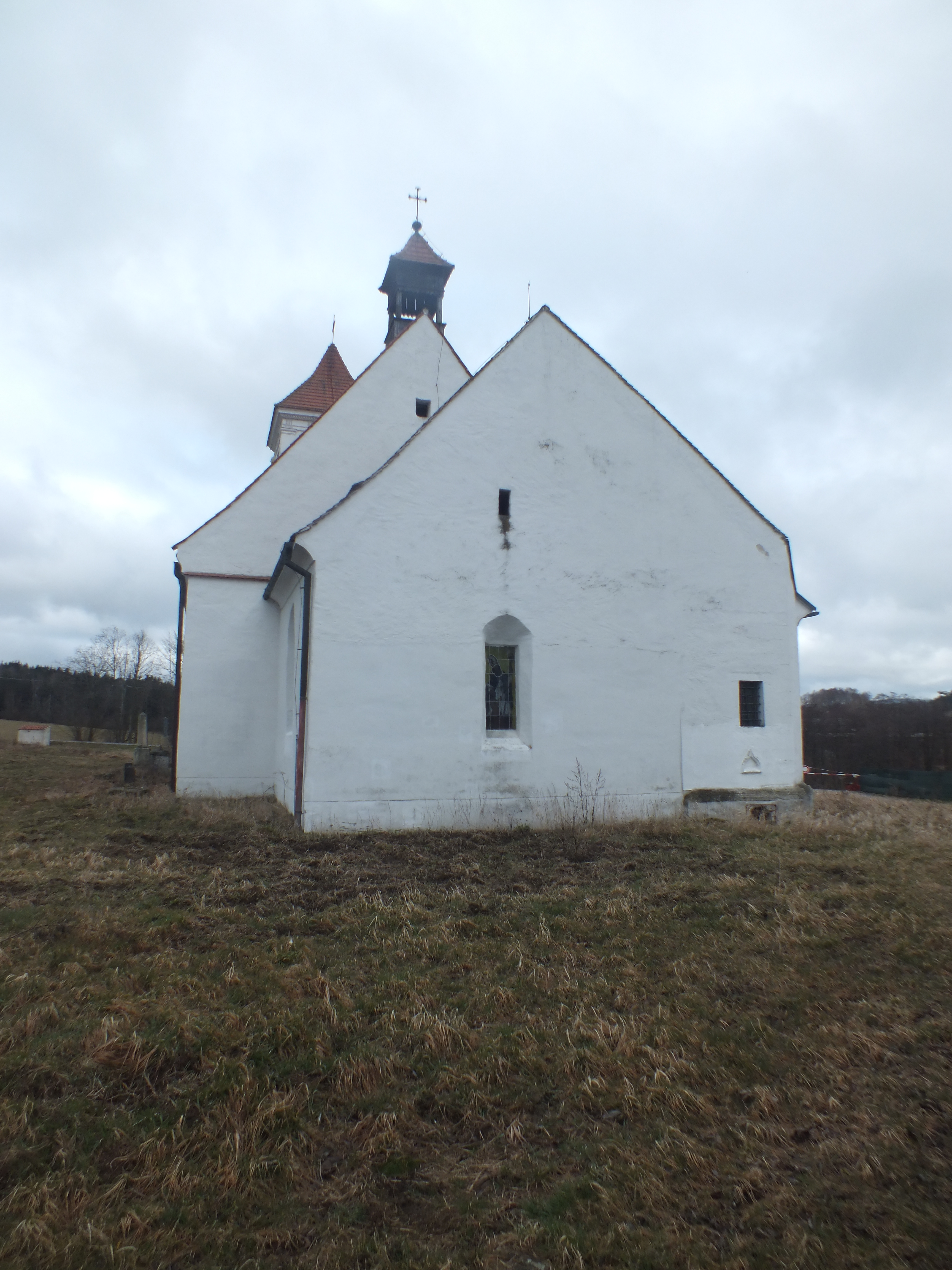
Pohled na kostel zezadu
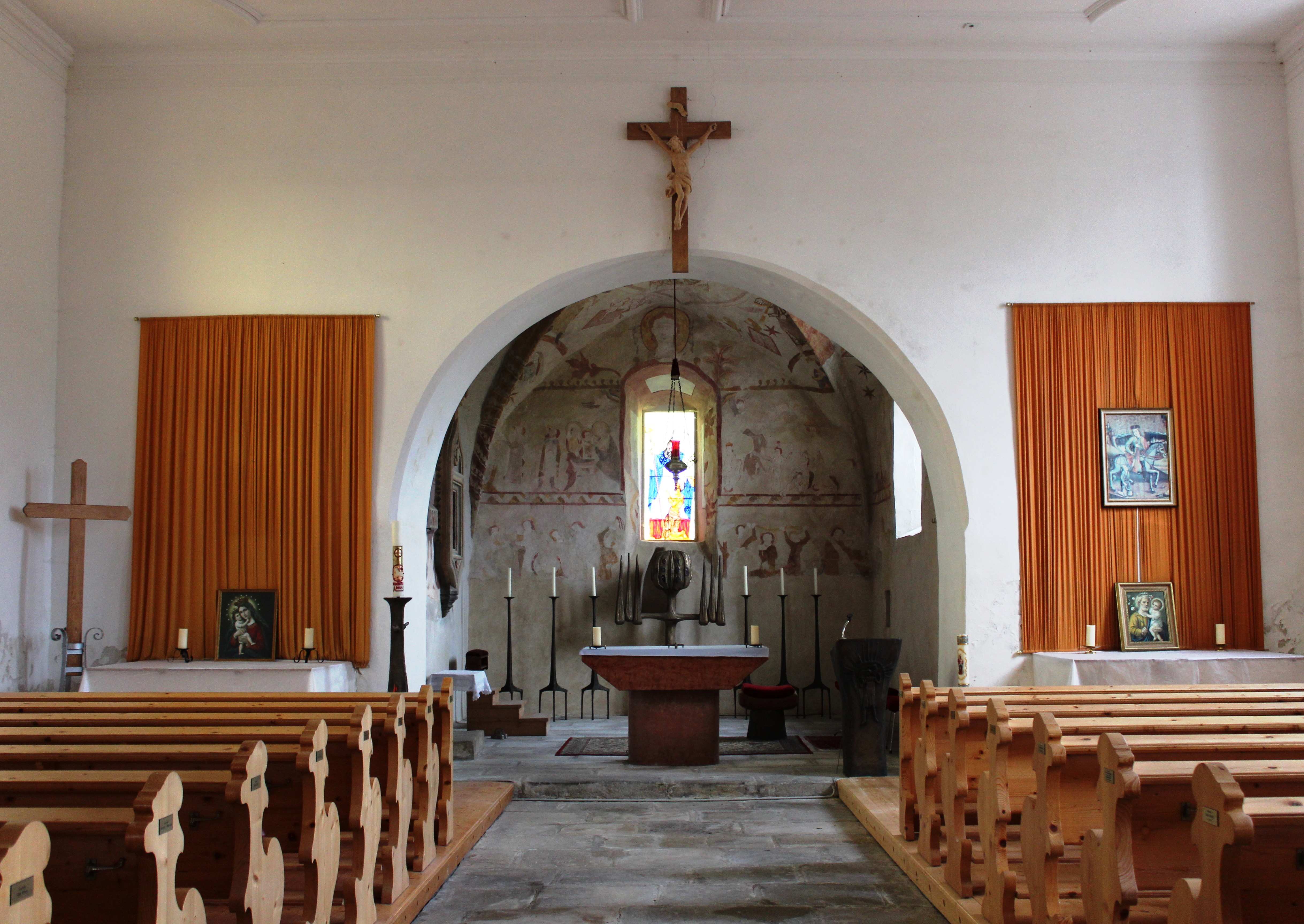
Interiér kostela
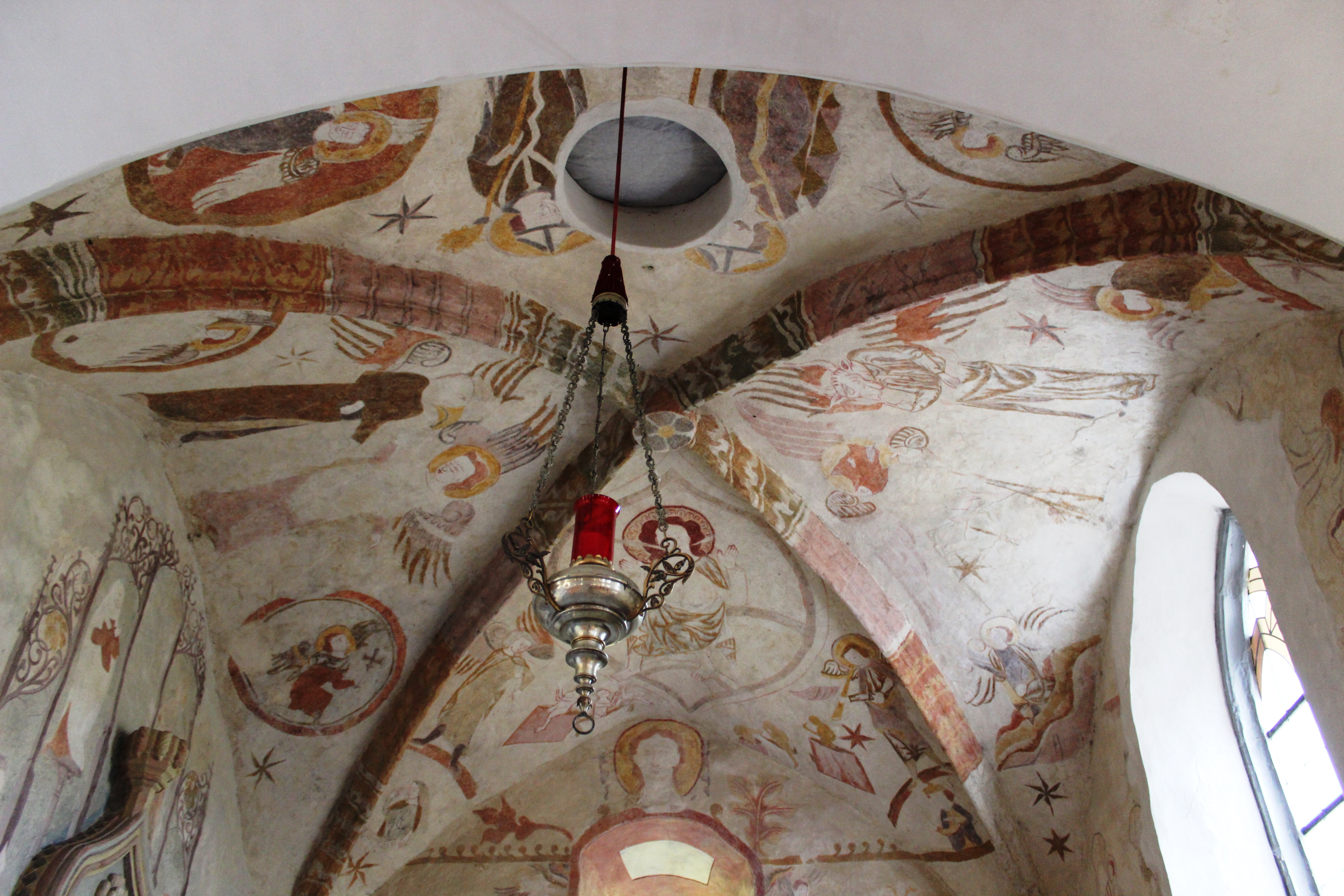
Detail stropu v kněžišti
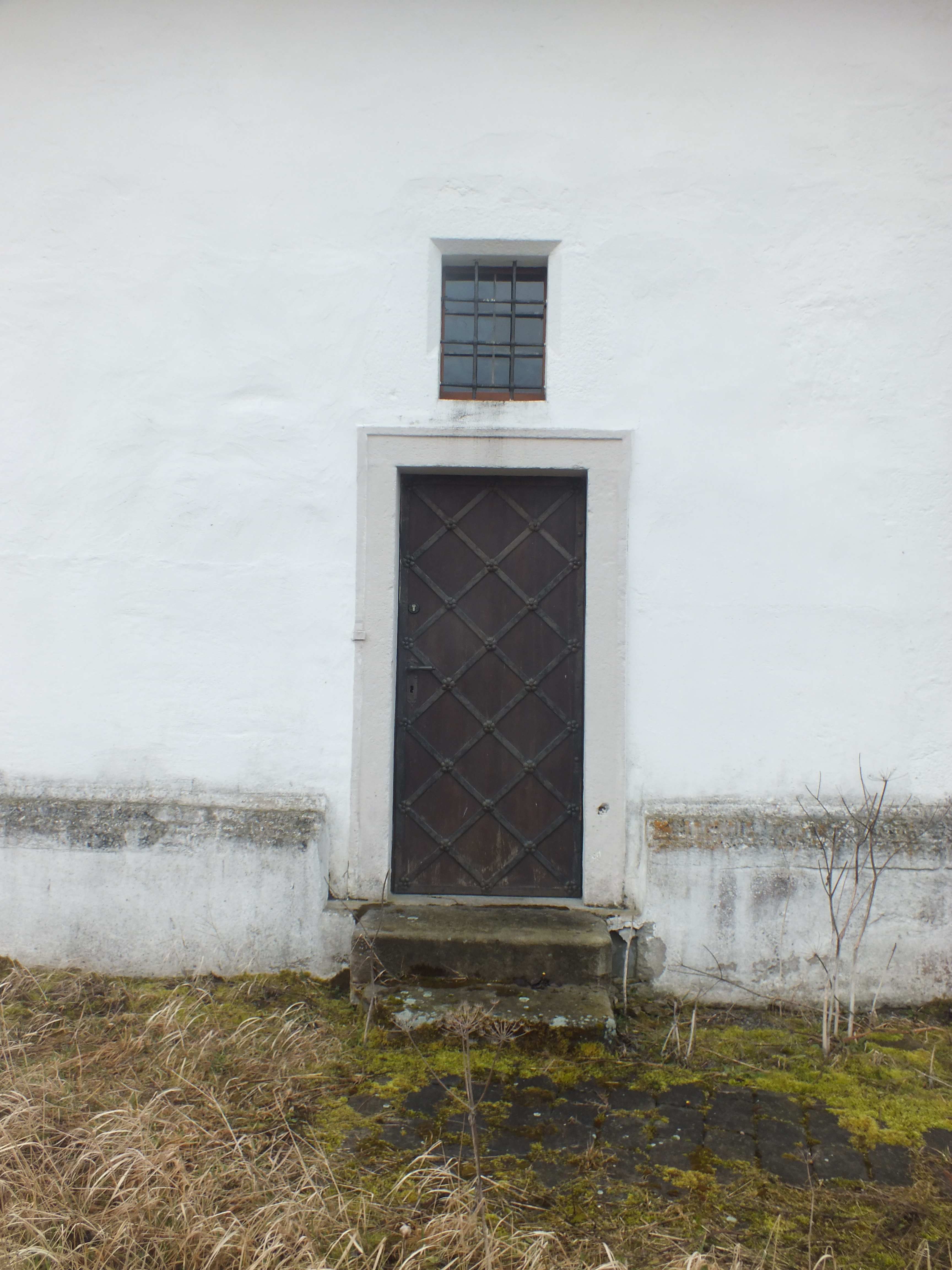
Vchod do kostela
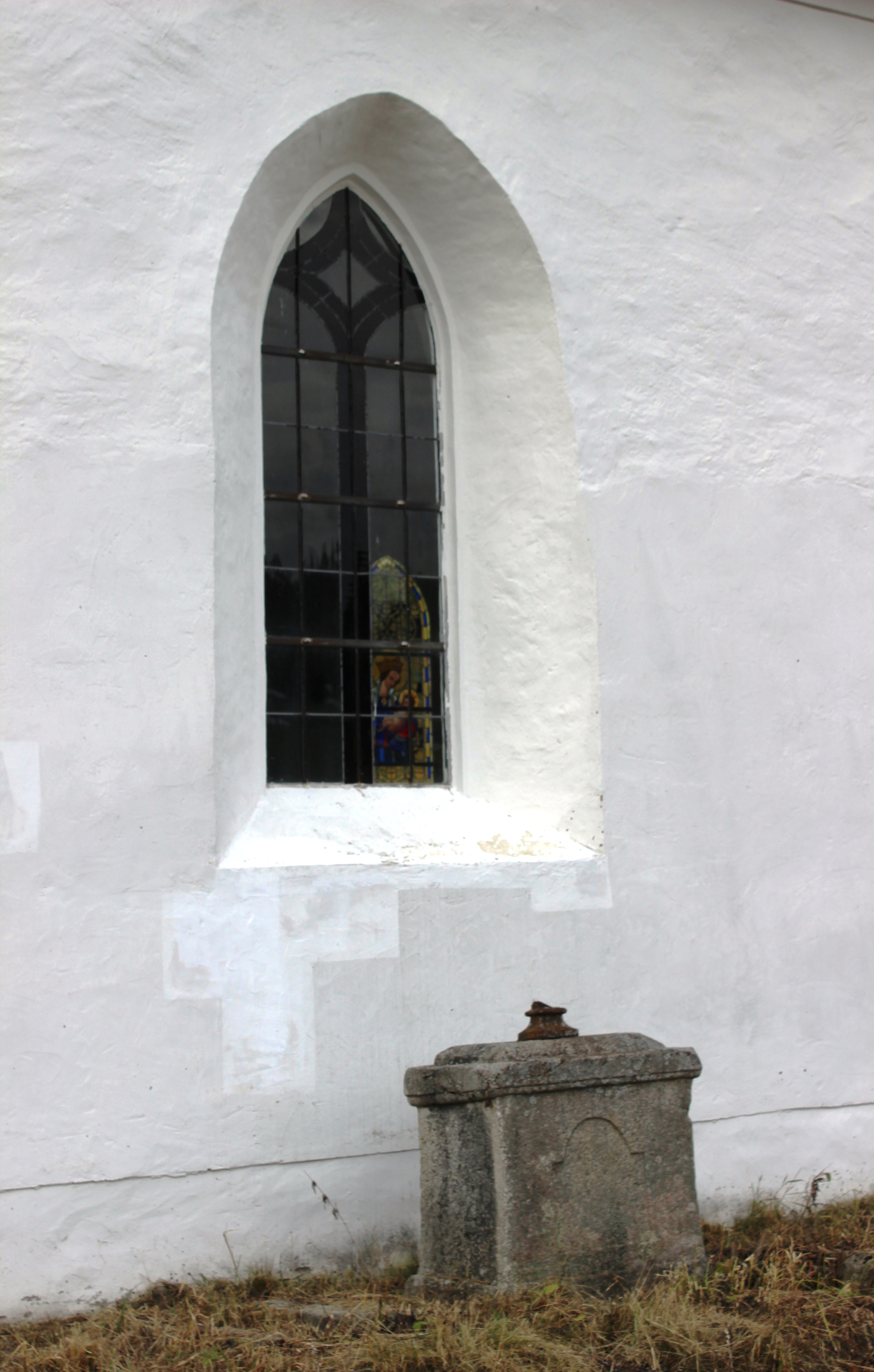
Detail okna
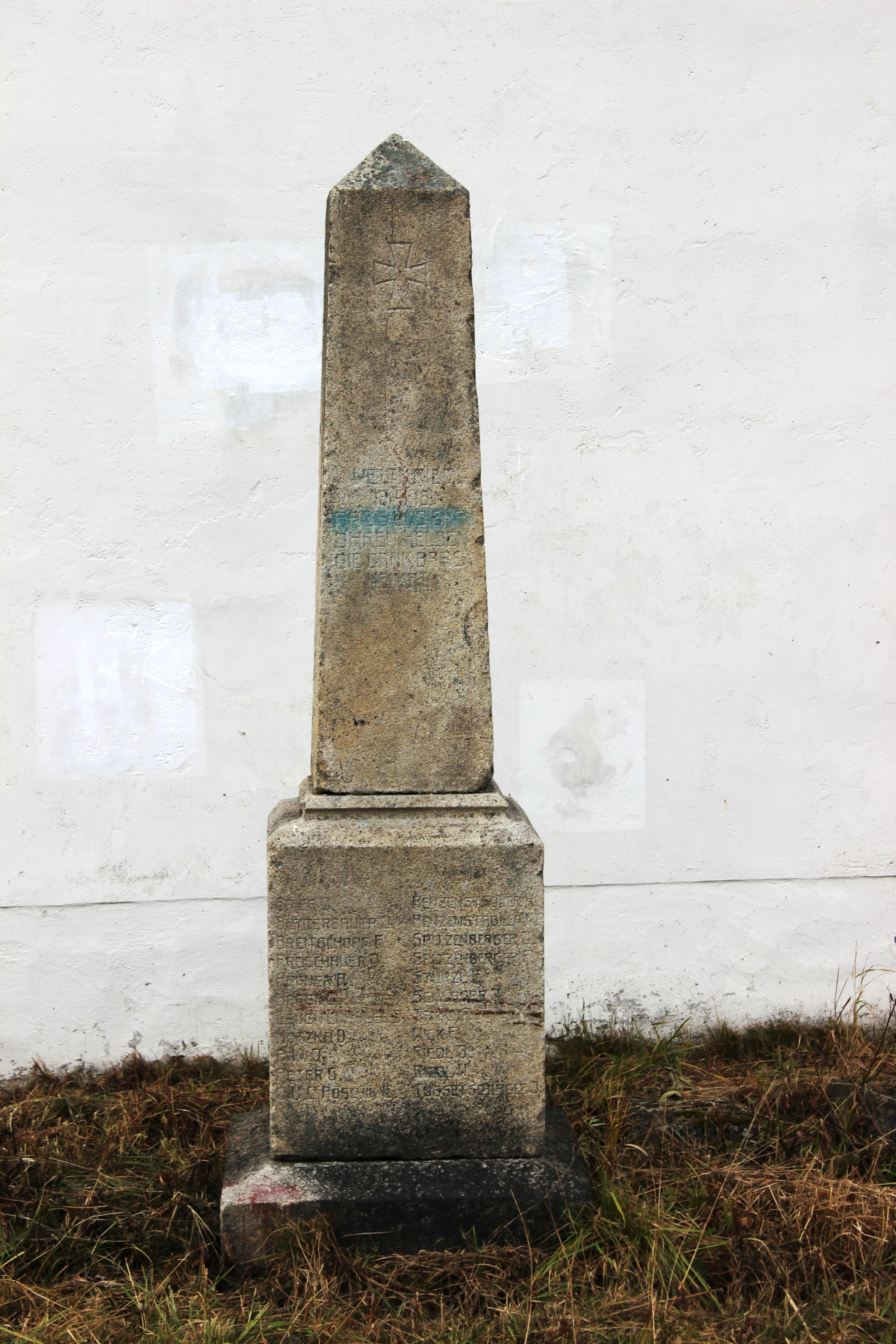
Pomník u kostela
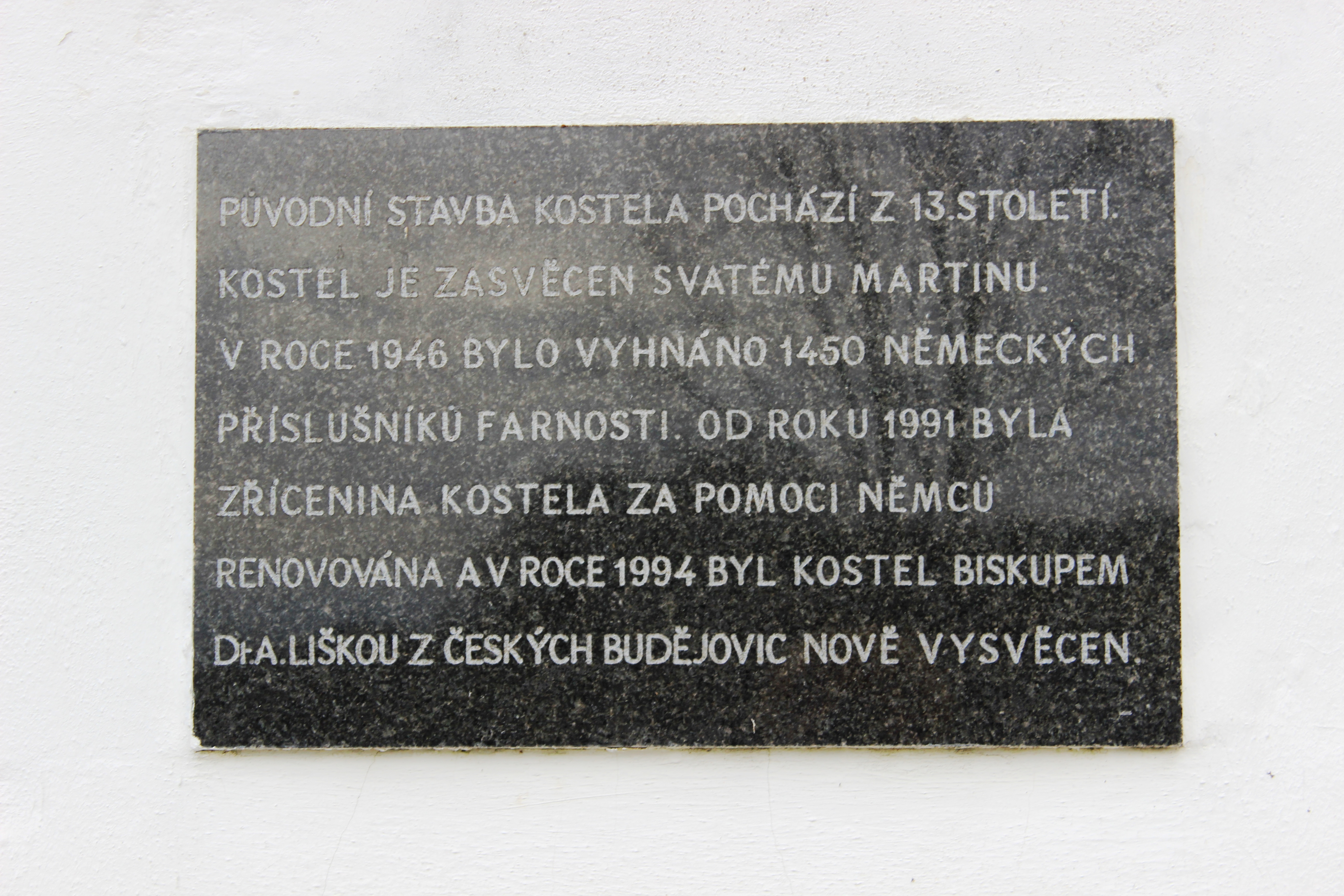
Pamětní deska na kostele